# Jean-Pierre Chopin
Pour les articles homonymes, voir Chopin (homonymie).
Jean-Pierre Chopin est un écrivain, philosophe, essayiste, dramaturge, et critique d'art  français né à Albert (Somme) le 7 février 1950.

## Biographie
Chargé de cours à l'Université de Lille, puis professeur de lettres au lycée Sacré-Cœur d'Amiens, Jean-Pierre Chopin, après son premier livre, Topologie du salaud qui, en 1985, « est remarqué et soutenu par Simone de Beauvoir », est en 1991 docteur ès lettres en Sorbonne, ayant soutenu à l'Université Paris-IV, sous la direction de Michel Crouzet, la thèse De la crise à l'espoir ou le nihilisme constructeur chez Paul Valéry. En 1994, Dans le cadre du C.N.R.S. et auprès de Nicole Ceylerette-Pietri chez Gallimard, il collabore à l'édition de l'intégrale des Cahiers de Paul Valéry.
En tant que critique d'art, on lui doit notamment des commentaires des œuvres de Paul Ambille, Michèle Battut, Raymond Biaussat, Gaston Bogaert, Alain Bonnefoit, Alfred Defossez, Jean Garonnaire, Alain Géneau, Alexis Hinsberger, Michel Sementzeff, Éliane Thiollier ou Alain Thomas.
Installé à Courcelles-sous-Moyencourt en 2001, Jean-Pierre Chopin en est le maire depuis avril 2014. Son grand modèle étant Michel de Montaigne, il a à ce propos coutume de dire : « Très modestement, je tente de suivre l'exemple de celui qui fut maire de Bordeaux et qui partagea son temps entre la réflexion et les affaires publiques ».

## Publications

### Livres

#### Essais
- Topologie du salaud, Éditions Bernard Barrault, 1985 (lire en ligne).
- Paul Valéry, l'espoir dans la crise, Presses universitaires de Nancy, 1992.
- Faire bien l'homme (préface de Jacques de Bourbon Busset, de l'Académie française), La Lettre volée, 1995.
- Ces jours qui nous semblent vides..., L'Harmattan, 2009 (extrait en ligne).
- D'une voix discordante - Regards obliques sur notre monde (couverture d'Alexis Hinsberger), L'Harmattan, 2014 (extrait en ligne).
- Nuire à la bêtise, L'Harmattan, 2017 (extrait en ligne).
- Purgatoire de l'amertume - Labours et semailles, essais, L'Harmattan, 2020[5].
- Sourires d'amertume - Abécédaire de lucidité heureuse, L'Harmattan, 2023[6],[7],[8],[9].

#### Théâtre
- Mensonges très ordinaires, Éditions Bénévent, 2008.

#### Peinture
- Jean-Pierre Chopin (préface), Indira Gandhi, Jean-Paul Sartre, Irène Frain, Georges Cheyssial, Philippe Lejeune, Nicole Lamothe, Patrice de La Perrière, Alice Fulconis, Bertrand Duplessis, Christian Thomas et Michèle Battut, Battut, voyages, Éditions Jean-Pierre Delville, 2000.
- Patrice de la Perrière (préface), Jean-Pierre Chopin et Lucie Baillancourt (textes), André Percepied et Paul Lutz (photos), Gérard Le Nalbaut, Le Léopard d'or, 2002.
- Jean-Pierre Chopin (préface), Piet Bogaards, Désiré Roegiest et Theo Janssen, Jean-Claude Dresse, Éditions Uitgave, 2002.
- François Bellec de l'Académie de marine (préface), Jean-Pierre Chopin (avant-propos), Alain Souchon, Philippe Lejeune, Nicolas Vial, Xavier Debeaurain, Hélène Queuille, Jeanne Maillet, Philip Plisson, Indira Gandhi, Jean-Gabriel Montador, Daniel Gallais, Hélène Legrand, Irène Frain, Nadine Le Prince, Jean Avy, Jean-Paul Sartre, Anne Smith, Patrice de la Perrière (textes), Joël Cadiou (photographies), Michèle Battut, Atelier 80, Paris / Graph'Imprim, Créteil, 2020.

### Actes de colloques
- « Le mythe selon Paul Valéry », Mythe-symbole-roman, actes du colloque de l'Université de Picardie, Amiens, 1978, pp.76-86.
- « La Nausée comme mystique du poétique », actes du colloque de Pavie, Schena Editore, 1993.
- « Apocalypse valéryenne », Paul Valéry Orient, actes du colloque de Tokyo, Lettres modernes Minard, 1998, pp.127-144.

### Articles philosophiques
- « La pensée mystique de Paul Valéry », Bulletin des études valéryennes, n°43, novembre 1986, pp. 37-62.
- « Urgence valéryenne ou Cioran face à ses idoles », Les Temps modernes, Gallimard, n°489, avril 1987, pp. 157-167.
- « Valéry ou l'intellectuel du troisième type », Bulletin des études valéryennes, n°46, mai 1987, pp.45-51.
- « La grande leçon de Valéry ou l'intelligence artificielle comme comédie de l'esprit », Milieux, n°30, septembre 1987, pp. 20-27.
- « Paradoxes sur le crime chez Thomas de Quincey », Milieux, n°34, 1988, pp. 50-55.
- « Révolution comme topologie de l'Être », Lettres à la Révolution, Maison de la culture d'Amiens, Éditions des Trois-Cailloux, avril 1989.
- « Éros et Priape », Bulletin des études valéryennes, n°53, mars 1990, pp. 45-65.
- « L'Invitée ou le vertige congédié » (sur Simone de Beauvoir), revue Roman 20-50, n°13, Presses universitaires du Septentrion, juin 1992, pp. 11-29.
- « Critique de la critique génétique », Bulletin des études valéryennes, n°64, 1993, pp. 37-53.
- « Comme des oiseaux sans ailes » (hommage à Simon Lantiéri), publications de l'Université de Provence, 2000, pp. 133-138.
- « Mais toutes ces ruines ont une certaine rose », Valéry et la Méditerranée, collections « Les écritures du Sud », Edisud, Aix-en-Provence, 2005, pp. 87-103.
- « Expressis verbis - Entretien avec Jean-Pierre Chopin », Alkemie - Revue semestrielle de littérature et philosophie, n°24 : L'exil, Classiques Garnier, 2019, pp. 215-241.
- « Pensées d'un confiné », Alkemie - Revue semestrielle de littérature et philosophie, n°26 : L'âme, Classiques Garnier, 2020, pp. 165-171.
- « Cioran, éthique et esthétique de l'échec » et « Deux lettres de Cioran à Jean-Pierre Chopin », Cioran, archives paradoxales - Nouvelles approches critiques, classiques Garnier, 2022, t. VI, pp. 161-180 et pp. 221-223.

### Articles de critique d'art
- Articles parus dans La Voix du Nord et Les Échos du Touquet entre 1978 et 2000 : Paul Ambille, Michèle Battut, Chantal Berry-Mauduit, Michel Beszié, Raymond Biaussat, Gaston Bogaert, Alain Bonnefoit, Alfred Defossez, Jean-Claude Dresse, Marcel Esserd, Claude Fauchère, Jean Garonnaire, Daniel Gélis, Dominique Guillemard, Claude Hemeret, Jean-Pierre Hénaut, Alexis Hinsberger, Gérard Le Nalbaut, Christian Lepère, Jacques Roulleaux, Michel Sementzeff, Alain Thomas, Éliane Thiollier, J. Van Rycke, Félix Varla.

## Conférences
- « Sortir pour entrer » avec Paul Valéry, bibliothèque de Douai, 23 mars 2012[10].

## Réception critique
- « Jean-Pierre Chopin démontre l'importance actuelle de la "pensée profonde" de Valéry, méconnue d'être paradoxalement trop connue, et pour cela "gratter toute affaire cessante son image académique" sous laquelle il est enterré sous couvert de positivisme, de scientisme, de "désinvolture métaphysique", lui qui, plus que tout autre, fut semblable à l'énigme, à l'indicible, à l'écoute de l'Être comme d'une conque musicale, à l'ouverture ontologique. » - André Mandin[11]
- « Dans son Purgatoire de l'amertume, Jean-Pierre Chopin va jusqu'au bout de l'idée de pensée paradoxale. Pour combattre ses désillusions, ses amertumes, il ne faut pas les ignorer... Le terme "purgatoire" indique un lieu "destiné à nettoyer l'esprit de ses préjugés". Jean-Pierre Chopin parle également d'abécédaire homéopathique qui soigne le mal par le mal, "en insufflant certaines pensées amères qui, paradoxalement, vont libérer l'amertume qu'on peut avoir quand elle reste inexprimée", en mettant aux prises le lecteur face à des pensées dérangeantes. "C'est une démarche qui se veut plus purgative que curative" explique-t-il. Une démarche qui vise essentiellement à lutter contre le sectarisme et l'obscurantisme. L'espérance se retrouve notamment sur la couverture du livre et le tableau de Vincent Van Gogh Semeur au soleil couchant. "Un semeur qui, malgré notre époque qu'on dit décadente, incarne dans son geste l'espérance, notamment avec ce magnifique soleil jaune à l'horizon et cet arbre qui déborde du cadre et aspire au dépassement". » - Esteban Nomine[12]

### Presse
- Pierre-Emmanuel Reger, « Jean-Pierre Chopin a sorti son sixième livre », Le Réveil de Neufchâtel, 26 décembre 2014 (lire en ligne).
- Mathias Schweisguth, « Jean-Pierre Chopin, maire et écrivain », Le Bonhomme picard, octobre 2017.
- Monique Biéri, « Un maire sur les traces de Montaigne », Le Courrier picard, novembre 2017.
- Régis Sinoquet, « Maire et philosophe », Le Courrier picard, mars 2018.
- Pierre-Emmanuel Reger, « Près de Poix-de-Picardie, Jean-Pierre Chopin est réélu maire », Le Réveil de Neufchâtel, 28 mai 2020.
- Monique Biéri, « Courcelles-sous-Moyencourt : un huitième livre pour Monsieur le maire ! », Le Courrier picard, 30 novembre 2020.
- Esteban Nomine, « Essai de philosophie - Courcelles-sous-Moyencourt : avec son Purgatoire de l'amertume, son huitième ouvrage, Jean-Pierre Chopin pointe du doigt les désillusions que l'on rumine et qui nous rongent la vie », Le Bonhomme picard, 2 décembre 2020.
- Pauline Defoix, « Près de Poix-de-Picardie, libérez-vous de vos amertumes avec le nouveau livre de Jean-Pierre Chopin », Le Réveil de Neufchâtel, 6 décembre 2020.
- Esteban Nominé, « Le maire publie son neuvième ouvrage », Le Bonhomme picard, 4 octobre 2023.
- « Jean-Pierre Chopin, maire, philosophe et écrivain », Le Courrier picard, 12 octobre 2023.